# Double Flower Football Association
Maillots
Le Double Flower Football Association (en chinois : 花花足球會), plus couramment abrégé en Double Flower FA, est un club hongkongais de football fondé en 1979 et basé à Hong Kong.
Il a connu ses plus grands succès sportifs sous le nom de Instant-Dict FC.

## Historique du club

### Noms successifs du club
- 1979-1988 : Double Flower FA
- 1988-1989 : Lai Sun Double Flower FA
- 1989-1991 : Double Flower FA
- 1991-2001 : Instant-Dict FC
- 2001-2009 : Double Flower FA
- 2009-2010 : Advance Double Flower FA
- Depuis 2010 : Double Flower FA

### Histoire du club
Fondé en 1979, le club de Double Flower FA fait ses débuts en First Division League lors de la saison 1985-1986, qu'il termine à une prometteuse cinquième place. Double Flower maintient son niveau durant les deux saisons suivantes avant de se révéler lors de l'édition 1988-1989 : le club termine sur le podium, à la 3e place d'un classement dominé par South China AA et Happy Valley AA mais surtout remporte son premier titre national, la Coupe de Hong Kong, battant Tsuen Wan FC en finale.
À partir de 1992, le club change de dimension sportive en obtenant des résultats probants, en championnat comme en coupe nationale. En 1993, il atteint de nouveau la 3e place du classement. Entre 1996 et 1998, c'est l'âge d'or du club avec deux titres de champion de Hong Kong, une place de dauphin (en 1997) plus deux victoires en Coupe. Le dernier titre national obtenu à ce jour est la Coupe remportée en 2001.
Double Flower quitte l'élite à l'issue de la saison 2002-2003. Il joue depuis en Second Division League, la deuxième division hongkongaise.
Les bons résultats de Double Flower lui ont permis de participer à plusieurs reprises aux compétitions asiatiques, sans réel succès. Le club a pris part à deux campagnes en Coupe d'Asie des clubs champions à la suite de ses titres : en 1997 (battu par les Chinois de Shanghai Shenhua 7-1, 2-1) comme en 1999 (sorti par le club japonais de Júbilo Iwata 0-3, 0-4), il est sèchement éliminé dès son entrée en lice, au premier tour. Il a également participé deux fois à la Coupe des Coupes : si la première campagne en 1995 est la plus significative (quarts de finale face aux Japonais de Yokohama Flügels), la seconde en 1998 est beaucoup plus courte, achevée dès le premier tour face à Singapore Armed Forces FC.

## Palmarès
| Compétitions nationales |
| --- |
| - Championnat de Hong Kong (2) : - Vainqueur : 1995-96 et 1997-98. - Vice-champion : 1993-94, 1996-97 et 2000-01. - Coupe de Hong Kong (4) : - Vainqueur : 1988-89, 1996-97, 1997-98 et 2000-01. - Finaliste : 1991-92 et 1998-99. |

## Personnalités du club

### Présidents du club
- Tam Wai Tong

### Grands joueurs du club
- Neil Webb
- Dominic Iorfa
- Kwok Ka Ming
- Chu Siu Kei

## Annexe